# An Jeong-Hwan
An Jeong-Hwan (en coreano: 안정환; 28 de enero de 1984) es un deportista surcoreano que compitió en judo. Ganó una medalla de bronce en el Campeonato Mundial de Judo de 2009, y una medalla de plata en el Campeonato Asiático de Judo de 2009.

## Palmarés internacional
| Campeonato Mundial  | Campeonato Mundial      | Campeonato Mundial | Campeonato Mundial |
| Año                 | Lugar                   | Medalla            | Categoría          |
| ------------------- | ----------------------- | ------------------ | ------------------ |
| 2009                | Róterdam (Países Bajos) | Medalla de bronce  | –66 kg             |
| Campeonato Asiático |                         |                    |                    |
| Año                 | Lugar                   | Medalla            | Categoría          |
| 2009                | Taipéi (Taiwán)         | Medalla de plata   | –66 kg             |